# UNFICYP
Az UNFICYP (teljes nevén angolul United Nations Peacekeeping Force in Cyprus, magyarul Az Egyesült Nemzetek Ciprusi Békefenntartó Erői) az ENSZ békefenntartó katonai missziója Ciprus szigetén.
A missziós erők feladata a kettéosztott állam görög és török cipriótái közötti fegyveres konfliktusok megakadályozása, a sziget demokratikus, déli illetve török megszállás alatt álló északi része közötti ütközőövezet, a Zöld vonal felügyelete.

## Története
A missziót 1964-ben hozták létre a szigeten élő két közösség egyre szaporodó fegyveres összecsapásainak megakadályozására. Ezzel az UNFICYP az ENSZ egyik leghosszabb katonai missziója.
A görög ciprióták 1974-es katonai puccsa és az azt követő török katonai agresszió után az UNFICYP által felügyelt zóna a déli, nemzetközileg elismert Ciprusi Köztársaság, és az északi, szakadár és csak Törökország által elismert Észak Ciprusi Török Köztársaság közötti határvonal lett.

## A misszió feladatai

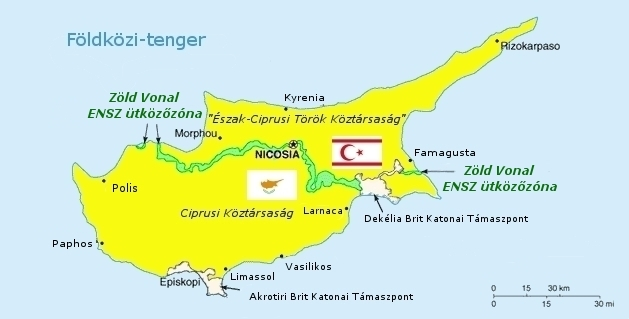
A Zöld Vonal - az UNFICYP által felügyelt ütközőzóna

A soknemzetiségű alakulat, 850 "kéksisakos" katonája és 60 rendőre választja el egymástól a "határ" két oldalán folyamatos készültségben álló görög ciprióta, illetve török és török ciprióta alakulatokat. A szigetet 180 kilométer hosszan kettéosztó tűzszüneti vonal területére 1974 óta az UNFICYP engedélye nélkül senki nem léphet be. Feladati közé tartozik például a polgárháború óta elhagyatott nicosiai nemzetközi repülőtér fegyveres felügyelete.
Az UNFICYP katonái és rendőrei járnak el az évi több száz határral kapcsolatos konfliktus esetében. A misszió megkezdése óta a Zöld Vonal mentén már több halálos incidensre is sor került.
Az alakulat felügyeli a Zöld Vonalon keresztül zajló, korlátozott, de az utóbbi évek enyhülésének köszönhetően fokozódó határátlépéseket, elválasztva a görög és török ciprióta határőrizeti pontokat. A két közösség közeledése nyomán a kétezres években több hivatalos határátkelő is nyílt a vonalon.
Az UNFICYP feladatai közé tartozik az ellenséges területre illetve a tűzszüneti zónába ékelődött települések lakosságának védelme, támogatása is.

## A kontingens felépítése
Az alakulat katonai parancsnokai:
- Mario Sánchez Debernardi (Peru, 2008 március - 2010. december)
- Chao Liu tábornok (Kína, 2011. január - )

A területet több szektorra osztva felügyeli a kontingens, illetve egyéb kiszolgáló egységek is felállításra kerültek. Így például a különleges helyzetekre kialakított gyorsreagálású speciális alakulat a Mobile Force Reserve (MFR), a szállítási feladatokat végző UNFLIGHT, a rendőri feladatokat ellátó UN Force Military Police Unit (FMPU) illetve a műszaki támogatást nyujtó alakulatok.

### Egyes Szektor
- Argentína (183 fő)
- Chile (14 fő)
- Paraguay (14 fő)
- Brazilia (1 fő)

### Kettes Szektor
- Egyesült Királyság (183 fő)

### Négyes Szektor
(korábbi Hármas illetve Négyes szektor összevonásából)
- Szlovákia (135 fő)
- Magyarország (63 fő)
- Horvátország (4 fő)

### MFR
- Argentína (33 fő)
- Egyesült Királyság (55 fő)
- Szlovákia (10 fő)
- Magyarország (9 fő)

### UNFLIGHT
- Argentína (28 fő)

### FMPU
- Egyesült Királyság (7 fő)
- Argentína (6 fő)
- Szlovákia (5 fő)
- Magyarország (5 fő)

### Mérnöki alakulat
- Szlovákia (37 fő)
- Magyarország (1 fő)

## Külső hivatkozások
- A misszió hivatalos weboldala